# Nanakuli
Nanakuli, stad i Honolulu County, Hawaii, USA med cirka 10 814 invånare (2000). Den har enligt United States Census Bureau en area på totalt 14,9 km² varav 8,4 km² är vatten. 